# Meløy
Meløy è un comune norvegese della contea di Nordland.

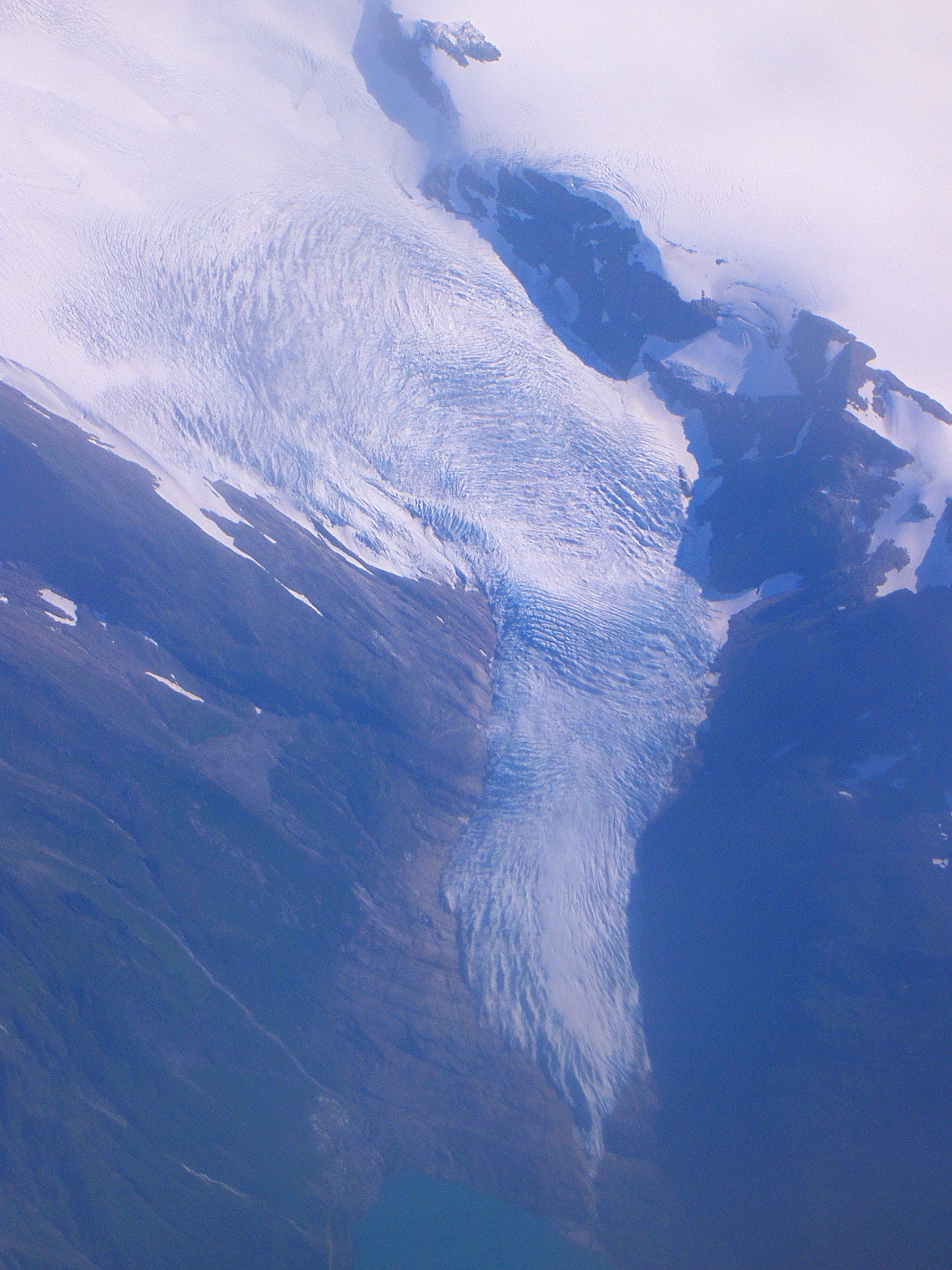
Il ghiacciaio di Engabreen.